# 吉爾福德 (新罕布什爾州)
吉爾福德（英語：Gilford）是一個位於美國新罕布什爾州貝爾納普縣的鎮。

## 人口
根據2020年美國人口普查的數據，吉爾福德的面積為138.70平方千米，當中陸地面積為100.50平方千米，而水域面積為38.20平方千米。當地共有人口7699人，而人口密度為每平方千米56人。